# 桐生市斎場
桐生市斎場（きりゅうしさいじょう）は、群馬県桐生市広沢町にある市営斎場である。
茶臼山の近くにあり、桐生市南公園と隣接している。桐生市民のほかにみどり市民が利用している。動物が火葬できるように、動物火葬炉も設定されている。

## 概要
桐生市南部の広沢町にあり、丘陵地を造成して建設された。東から南にかけて山林に囲まれており、西は桐生市南公園、北は住宅地となっている。
火葬は午前11時、午後1時、3時に行われている。また、火葬前に告別ホールで最後のお別れを行う。動物用火葬炉も設定されている。ロビーには売店があり、待合室の使用時に限って営業している。

## 歴史
- 1982年（昭和57年）10月、広沢町間ノ島から新築移転。
- 2006年（平成18年）3月27日、桐生広域圏組合の解散により、名称が「桐生広域斎場」から「桐生市斎場」となる。

## 交通
最寄り駅は両毛線（JR東日本）、わたらせ渓谷鐵道の桐生駅か、東武桐生線の新桐生駅となる。

## 火葬が行われた有名人
- 松田直樹

## 関連記事
- 桐生火葬場事件